# 石井杏奈 (歌手)
石井 杏奈（いしい あんな、1994年2月12日 - ）は、日本の歌手。
広島県広島市出身。広島県を中心に活動していたが、2016年9月よりアメリカ合衆国へ渡り、活動を継続している。

## 略歴
アクターズスクール広島の公開オーディションで、準グランプリを受賞。小学4年生からアクターズスクール広島に在籍し、2010年3月に卒業した。
2009年10月14日、「がんばるけん」を広島地区ローソン限定でリリース。オリコンのインディーズチャートで初登場6位、USENのインディーズチャートで1位を記録した。
2010年10月15日、広島県観光連盟「広島県特別ええじゃんレディ」に就任。
2010年12月25日、「路面電車に乗れば」がUSENのインディーズチャートで年間1位となる。
2011年2月13日、広島ナミキジャンクションにて、「石井杏奈ワンマンライブ～AWESOME! BD/VD～」を開催。
3rdシングル「You're my Hero」は広島東洋カープの前田健太投手（現MLB・ロサンゼルス・ドジャース）への応援歌であり、本人も球場で登場曲として使用していた。PVには北海道日本ハムファイターズの中田翔外野手や、前田健太と同じく広島の岩本貴裕外野手を輩出した名門リトルシニアチーム「広島鯉城シニア」の部員が出演した。

## 作品

### シングル
1. がんばるけん（2009年10月14日）広島地区ローソン限定[2]
2. 路面電車に乗れば（2010年8月4日）
3. You're my Hero(2011年4月27日)

### アルバム
1. a.i（2012年4月4日）[3]

## 出演

### ラジオ
- 大窪シゲキの9ジラジ『石井杏奈のANNA★Vi』（2010年3月1日 - 、広島FM）

## 書籍
- 女ヂカラ（2010年3月15日）